# Yasuhiro Fueki
Yasuhiro Fueki (笛木 靖宏, Fueki Yasuhiro, né le 20 décembre 1985 dans la préfecture de Chiba) est un athlète japonais, spécialiste du 400 mètres haies.

## Biographie
À Pune, il devient champion d'Asie sur 400 m haies, peu de temps après avoir battu son record personnel en 49 s 31 à Tokyo le 9 juin 2013.

### Palmarès
| Date | Compétition         | Lieu | Résultat | Performance |
| ---- | ------------------- | ---- | -------- | ----------- |
| 2013 | Championnats d'Asie | Pune | 1er      | 49 s 86     |

### Records
| Épreuve          | Performance | Lieu  | Date        |
| ---------------- | ----------- | ----- | ----------- |
| 400 mètres haies | 49 s 31     | Tokyo | 9 juin 2013 |